# سفينة الأمن القومي متعددة المهام
سفينة الأمن القومي متعددة المهام (بالإنجليزية: National Security Multi-Mission Vessel)‏ هي سفينة متعددة المهام من الجيل التالي يتم تطويرها للإدارة البحرية التابعة لوزارة النقل الأمريكية.

اختارت الإدارة البحرية التابعة لوزارة النقل الأمريكية مؤسسة توت سيرفسيس كمدير إنشاءات لتطوير خمس سفن أمن القومي متعددة المهام في مايو 2019.

ستنضم سفن الأمن القومي متعددة المهام إلى أسطول احتياطي الدفاع الوطني الأمريكي.

تبلغ التكلفة المقدرة لبناء خمس سفن حوالي 1.5 مليار دولار، في حين تبلغ قيمة العقد الأولي لسفينتين 630 مليون دولار.

من المتوقع تسليم أول سفينتين في عام 2023 وسيتم تسليم السفن الثلاث المتبقية بين عامي 2024 و 2026.

أجرى مركز فولبي لنظم النقل الوطنية تحليلاً لتحديد بدائل إعادة رسملة الأسطول في عام 2015، مما أدى إلى تخصيص التمويل للسفن. تم تخصيص ما مجموعه 300 مليون دولار لبناء أول سفينة في الميزانية الفيدرالية لعام 2018.

سيتم إرساء السفن الخمسة في أكاديميات التدريب البحري المختلفة. ستتمركز الأولى في جامعة ولاية نيويورك والثانية في أكاديمية ماساتشوستس البحرية والثالثة في أكاديمية مين البحرية.و ستتمركز الرابعة والخامسة في تكساس غالفستون وأكاديمية كاليفورنيا البحرية على التوالي.

منحت مؤسسة توت سيرفسيس عقدًا لبناء السفن لشركة فيللي شيبيارد لسفن الأمن القومي متعددة المهام في أبريل 2020. ويغطي العقد بناء أول سفينتين ويتضمن خيارات للسفن الثلاث المتبقية.

قدمت شركة هربرت للهندسة تصميم المفهوم للسفينة والذي تم تقديمه إلى الإدارة البحرية التابعة لوزارة النقل الأمريكية في سبتمبر 2015.

## المهام
تهدف سفن الأمن القومي متعددة المهام إلى تقديم أفضل منصة تدريب والتي تضمن استمرار الولايات المتحدة في وضع المعايير العالمية في التدريب البحري.

ستدعم السفن أيضًا الأمن القومي ومساعدات وزارة الدفاع الأمريكية ومساعدات الإغاثة الإنسانية في حالات الطوارئ.

تتوافق سفن الأمن القومي متعددة المهام الصديقة للبيئة مع لوائح السلامة الأمريكية والدولية.

وستكون سفينة الأمن القومي متعددة المهام بديلا لسفينة إمباير ستيت السادس التابعة للأكاديميات البحرية الحكومية والتي تم بناؤها في عام 1962 وهي تقوم بتعليم وتدريب الطلاب البحريين منذ عام 1989.

## التصميم
ستكون السفينة قادرة على استيعاب 1000 شخص وعمال الإنقاذ والطاقم أثناء حالات الطوارئ، وستوفر مساحة لتدريب ما يصل إلى 600 طالب في البحر.

سيتم تخزين الطعام لمدة تصل إلى 60 يومًا بحد أقصى ل 700 شخص.

ستحتوي السفينة متعددة المهام على مرافق مستشفى حديثة ومهبط للطائرات. كما سيتم تجهيزها بمنحدر للدحرجة / الرافعة ورافعات البضائع لدعم تخزين المركبات والحاويات.

ستستوعب السفينة متعددة المهام الفصول الدراسية وورش العمل ومناطق المعامل للطلاب وجسر التدريب ومختبر الملاحة بالإضافة إلى مساحة كبيرة متعددة الأغراض لتدريب البحارة.

ستوفر السفينة للبحارة الصغار منصة تدريب تعليمية حديثة وقابلة للتكيف للقيام بعمليات التدريب البحري الأمريكية.